# Heartbreak
|  | Denne artikel er oprettet af botten Steenthbot ud fra en ekstern database. Den kan derfor have sproglige fejl eller mangler. Denne skabelon kan fjernes efter kontrol af indholdet. |

Heartbreak er en dansk filmskolefilm fra 2023 instrueret af August Aabo.

## Handling
Albert og Sixten skal giftes. I dag.
Problemet er bare, at hvis de var ærlige over for hinanden, så skulle de slet ikke være kærester længere. Der er gnidninger allerede på bryllupsmorgenen, og det står hurtigt klart at noget er helt galt.
Igennem en række voldsomme og absurde situationer optrævler Albert og Sixten alle de problemer, de har fortiet i deres forhold. Men er det er nok til, at redde dem og deres parforhold?
Heartbreak er en intens og poetisk fortælling om break-up, kærlighed, had og alt det, der ligger der imellem.

## Medvirkende
- Adam Ild Rohweder
- Anton Hjejle
- Peter Gantzler
- Petrine Agger
- Vibeke Hastrup